# 1er octobre
Pour les articles homonymes, voir Premier-Octobre.
1er septembre 1er novembre
Chronologies thématiques
- Croisades
- Ferroviaires
- Sports
- Disney
- Anarchisme
- Catholicisme

Abréviations / Voir aussi
- (° 1852) = né en 1852
- († 1885) = mort en 1885
- a.s. = calendrier julien
- n.s. = calendrier grégorien
- Calendrier
- Calendrier perpétuel
- Liste de calendriers
- Naissances du jour

Le 1er octobre est le 274e jour de l'année du calendrier grégorien, 275e lorsqu'elle est bissextile (il en reste ensuite 91).
C'est généralement le 10 vendémiaire du calendrier républicain français, officiellement dénommé jour de la cuve.
Son équivalent tombe toujours un dimanche du calendrier universel où il n'existe pas de 31 septembre sqq le précédant, contrairement à d'autres fins de mois de son année type.

## Événements

### IVesiècleav. J.-C.
- 331 av. J.-C. : victoire d'Alexandre le Grand de Macédoine sur le Perse achéménide Darius III lors d'une bataille à Gaugamèles au nord de l'actuel Irak (500 à 50 000 tués et / ou 3 000 à 50 000 blessés de part et d'autre).

### XIVesiècle
- 1307 : couronnement à Pampelune du roi de Navarre Louis Ier. Celui-ci était fils ainé de la défunte reine de Navarre Jeanne Ire (morte en 1305) et du roi de France Philippe IV le Bel. Louis Ier de Navarre deviendra Louis X de France à la mort de son père en 1314.

### XVIIIesiècle
- 1791 : en France, première séance de l'Assemblée législative.
- 1795 : la France annexe les Pays-Bas autrichiens.
- 1800 : traité de San Ildefonso, l'Espagne cède la Louisiane à la France.

### XIXesiècle
- 1811 : le premier bateau à vapeur à naviguer sur le Mississippi arrive à La Nouvelle-Orléans.
- 1827 : l'armée russe sous Ivan Paskevitch prend d'assaut Erevan, mettant fin à un millénaire de domination musulmane en Arménie (guerre russo-persane).
- 1830 : le général français Clauzel crée le « corps des zouaves ».
- 1870 : embuscade des Pins-du-Phalanstère.
- 1887 : le Baloutchistan est conquis par l'Empire britannique.

### XXesiècle
- 1923 : échec d'un coup d'État de la Reichswehr noire, en Allemagne.
- 1936 :
  - en Espagne, les rebelles nationalistes désignent le général Franco comme chef.
  - Le Pays basque vote son autonomie[1].
- 1938 : immédiatement après la crise des Sudètes opposant l'Allemagne nazie et la Tchécoslovaquie, celle-ci, affaiblie, accepte un ultimatum proclamé la veille de la Pologne, revendiquant Český Těšín. Les troupes polonaises entrent dans la ville dès le lendemain, la renommant Czeski Cieszyn.
- 1946 : verdict du tribunal de Nuremberg.
- 1949 : proclamation, à Pékin, de la république populaire de Chine, sous l'autorité de Mao Tsé-Toung, avec Tchou En-Lai comme président du Conseil et ministre des Affaires étrangères.
- 1960 : indépendances du Nigeria et de Chypre.
- 1961 : création de la Defense Intelligence Agency, aux États-Unis.
- 1978 : indépendance des Tuvalu vis-à-vis du Royaume-Uni.
- 1980 : un tribunal de Varsovie donne son accord à la création du premier syndicat indépendant polonais[2].
- 1982 : Helmut Kohl devient chancelier de la RFA.
- 1985 : raid de l'aviation israélienne sur le Q.G. de l'Organisation de libération de la Palestine (OLP), à Tunis, causant plus de 70 morts[3].
- 1990 : le Soviet suprême de l'URSS adopte la loi sur la liberté de conscience[4].
- 1999 : début de la seconde guerre de Tchétchénie.

### XXIesiècle
- 2003 : victoire de la coalition au pouvoir du Front patriotique rwandais (FPR), à l'occasion des premières élections législatives multipartites organisées au Rwanda[5].
- 2010 : David Lloyd Johnston devient gouverneur général du Canada.
- 2017 : référendum sur l'indépendance de la Catalogne.
- 2018 :
  - la Cour internationale de justice déboute la Bolivie de sa requête contre le Chili d'avoir un accès à la mer.
  - Au Canada, la victoire de la coalition Avenir Québec, aux élections générales au Québec, marque la fin de 48 ans d'alternance entre libéraux et péquistes.
- 2019 : en Irak, un mouvement de contestation inédit a lieu. La répression fait 100 morts en quelques jours.
- 2020 : en Belgique, après 16 mois de crise, le Premier ministre libéral Alexander De Croo, et son gouvernement de sept partis, prêtent serment, 494 jours après les élections législatives de 2019[6].
- 2022 : en Lettonie, la coalition Nouvelle Unité, du Premier ministre Arturs Krišjānis Kariņš, arrive en tête aux élections législatives[7].
- 2024 :
  - au Japon, Shigeru Ishiba devient Premier ministre[8].
  - 9e jours des bombardements israéliens au Liban qui font état de 55 morts et 156 blessés de plus[9].

## Arts, culture et religion
- 366 : élection du pape Damase Ier.
- 1932 : Antonin Artaud publie le Manifeste du Théâtre de la Cruauté.
- 1970 : enterrement de Jimi Hendrix, à Seattle.
- 1971 : ouverture au grand public du parc Magic Kingdom, et du complexe Walt Disney World Resort.
- 1998 : l'actrice française Jeanne Moreau reçoit un Oscar pour l'ensemble de sa carrière[10].
- 1999 : Edith Stein devient patronne de l'Europe, avec Brigitte de Suède et Catherine de Sienne.
- 2001 : le pape Jean-Paul II ouvre un synode consacré au rôle des évêques et à sa primauté[11].
- 2021 : à Dubaï, inauguration de l’exposition universelle qui s'ouvre pour six mois[12].

## Sciences et techniques
- 1891 : fondation de l'université Stanford.
- 1967 : première émission en couleur à la télévision française, sur la 2e chaîne.
- 2010 : lancement de Chang'e 2, second satellite d’observation lunaire chinois.
- 2018 : le prix Nobel de physiologie ou médecine est décerné à l'Américain James P. Allison et au Japonais Tasuku Honjo, pour leurs découvertes ayant permis de faire avancer la connaissance dans le traitement du cancer.

## Économie et société
- c. 1640 : date de rentrée des classes à l'époque, jour de la Saint-Rémy infra.
- 1843 : le tabloïd News of the World commence sa publication, à Londres.
- 1847 : l'inventeur et industriel allemand Werner von Siemens fonde Siemens AG et Halske.
- 1869 : première carte postale, idée d’Heinrich von Stephan, alors secrétaire d'État aux postes de l'Empire allemand.
- 1880 : ouverture de la première usine d'ampoules électriques, par Thomas Edison.
- 1890 : création du parc national de Yosemite, aux États-Unis.
- 1910 : première collision aérienne de l'histoire, entre le monoplan du pilote René Thomas, et le biplan Farman du capitaine Bertram Dickson.
- 1968 : diffusion de la première publicité de marque à la télévision française juste avant le journal de 20 heures.
- 1984 : lancement du premier numéro du magazine hebdomadaire féminin Femme actuelle.
- 2015 : une fusillade à l’Umpqua Community College, dans l’Oregon (États-Unis), cause dix morts.
- 2017 :
  - une attaque au couteau à la gare Saint-Charles de Marseille cause trois morts, dont l'assassin.
  - Une fusillade à Las Vegas fait au moins 58 morts.
  - L'Union européenne met un terme aux quotas sucriers.
- 2018 : les conditions de l'Accord États-Unis-Mexique-Canada (AÉUMC), qui succède à l'ALÉNA, sont officiellement acceptées par les trois États membres.
- 2020 : en France, la Tempête Alex touche la côte de la Bretagne avec des rafales à 186 km/h, faisant un mort dans le Finistère et de gros dégâts[13].
- 2022 : en Indonésie, une bousculade dans un stade provoque la mort d'au moins 125 personnes[14].
- 2023 :
  - en Espagne, un incendie dans une boîte de nuit fait au moins treize morts à Murcie[15].
  - au Mexique, à Ciudad Madero, l'effondrement de l’église de la Santa Cruz fait dix morts et plusieurs dizaines de blessés[16].
  - en Turquie, un attentat-suicide du PKK blesse deux policiers à Ankara[17].

- 2024 : Mark Rutte (photo) entre en fonction comme nouveau secrétaire général de l'OTAN et succède à Jens Stoltenberg[18].

## Naissances

### XVesiècle
- 1476 : Nicolas de Montmorency-Laval dit « Guy XVI de Laval », comte de Laval de 1500 à 1531, baron de Quintin et sire de Vitré († 20 mai 1531).

### XVIesiècle
- 1503 : Vignole (Giacomo Barozzi dit), architecte et théoricien italien († 7 juillet 1573).
- 1541 : El Greco (Domínikos Theotokópoulos dit), peintre espagnol, d'origine crétoise († 7 avril 1614).

### XVIIesiècle
- 1620 : Nicolaes Berchem, peintre, dessinateur et graveur néerlandais († 18 février 1683).
- 1631 : Toussaint Forbin de Janson, cardinal français, évêque de Beauvais († 24 mars 1713).
- 1664 : Diego Mateo Zapata, médecin espagnol († juillet 1745).
- 1685 : Charles VI, empereur du Saint-Empire romain germanique ainsi que souverain d'Autriche, roi de Hongrie et de Bohême de 1711 à sa mort († 20 octobre 1740).

### XVIIIesiècle
- 1750 : Mathieu Joseph d'Arbonneau, général français de la Révolution († 21 juin 1813).
- 1760 : William Thomas Beckford, critique d'art, écrivain et homme politique anglais († 2 mai 1844).

### XIXesiècle
- 1814 : Hervé Faye, astronome français († 4 juillet 1902).
- 1840 : Michael Logue, cardinal irlandais († 19 novembre 1924).
- 1842 :
  - Charles Cros, poète et inventeur français († 9 août 1888).
  - Auguste-René-Marie Dubourg, cardinal français, archevêque de Rennes († 22 septembre 1921).
- 1846 : John Lawrence, homme politique britannique († 22 août 1913).
- 1847 : Annie Besant, socialiste et féministe anglaise (+ 20 septembre 1933).
- 1865 : Paul Dukas, compositeur français († 17 mai 1935).
- 1877 : Justine Lacoste-Beaubien, gestionnaire et philanthrope québécoise († 17 janvier 1967).
- 1881 : William Edward Boeing, aviateur et pionnier américain de l’industrie aéronautique, fondateur de la compagnie Boeing († 28 septembre 1956).
- 1891 : Morfydd Llwyn Owen, compositrice, pianiste et chanteuse galloise († 7 septembre 1919).
- 1899 : Joseph Guillemot, athlète français, champion olympique sur 5 000 mètres († 9 mars 1975).

### XXesiècle
- 1901 : José Andrade, footballeur uruguayen († 5 octobre 1957).
- 1902 : Jacques Denis, ingénieur des mines et arachnologiste amateur français († 24 avril 1972).
- 1903 : Vladimir Horowitz, pianiste américain d'origine russe († 5 novembre 1989).
- 1904 : Otto Frisch, physicien austro-britannique († 22 septembre 1979).
- 1908 : Giuseppe Casoria, cardinal italien de la curie romaine († 8 février 2001).
- 1909 : Thierry Maulnier (Jacques Talagrand dit), journaliste et écrivain français († 9 janvier 1988).
- 1910 :
  - Bonnie Parker, criminelle américaine, compagne de Clyde Barrow († 23 mai 1934).
  - Attilio Pavesi, cycliste sur route italien († 2 août 2011).
- 1911 : Aguigui Mouna (André Dupont dit), anarchiste, pacifiste et écologiste français († 8 mai 1999).
- 1912 : 
  - Aurora Picornell, femme politique communiste, féministe et syndicaliste espagnole († 5 janvier 1937).
  - Lev Goumilev, anthropologue, géographe, historien, poète, traducteur, écrivain, philosophe et ethnologue soviétique puis russe († 5 juin 1992).
- 1920 :
  - Charles Daudelin, sculpteur, peintre et graveur québécois († 2 avril 2001).
  - Walter Matthau, acteur américain († 1er juillet 2000).
- 1921 :
  - André Barbault, astrologue français († 7 octobre 2019).
  - James Whitmore, acteur américain († 6 février 2009).
- 1922 : 
  - Chen Ning Yang, physicien américain, prix Nobel de physique en 1957.
  - André Rousselet, chef d'entreprise († 29 mai 2016).
- 1923 :
  - Fernand Sastre, dirigeant de football français († 13 juin 1998).
  - Kim Yaroshevskaya, actrice, auteure et scénariste québécoise.
- 1924 :
  - James Earl « Jimmy » Carter, Jr., homme politique et exploitant agricole américain, 39e président des États-Unis en fonction de 1977 à 1981.
  - William Rehnquist, juriste américain († 3 septembre 2005).
  - Roger Williams, pianiste américain († 8 octobre 2011).
- 1925 : 
  - José Beyaert, coureur cycliste sur route français
  - Adolfo Kaminsky, résistant français († 9 janvier 2023).
- 1927 : Thomas Edward « Tom » Bosley, acteur américain († 19 octobre 2010).
- 1928 :
  - Laurence Harvey, acteur britannique († 25 novembre 1973).
  - Wilhelm « Willy » Mairesse, pilote de F1 et de courses automobile d'endurance belge († 2 septembre 1969).
  - George Peppard, acteur américain († 8 mai 1994).
  - Ryszard Rydzewski, réalisateur, scénariste et acteur polonais († 28 février 2014).
- 1929 : Jean Amadou (Marius Amadou dit), humoriste, écrivain, chroniqueur radio et chansonnier français († 23 octobre 2011).
- 1930 :
  - Richard Harris, acteur et réalisateur irlandais († 25 octobre 2002).
  - Philippe Noiret, acteur français († 23 novembre 2006).
- 1931 :
  - Michel Cailloux, écrivain et scénariste québécois d’origine française († 3 septembre 2012).
  - Jacques Fihey, évêque catholique français, évêque émérite de Coutances († 12 mars 2017).
- 1935 :
  - Julie Andrews, actrice britannique.
  - Walter De Maria, artiste américain († 25 juillet 2013).
  - Julio Jaramillo, chanteur équatorien († 9 février 1998).
- 1936 :
  - Toralf Engan, sauteur à ski norvégien.
  - Antoinette Fouque, intellectuelle, éditrice et militante féministe française († 20 février 2014).
  - Dominique Soltner, ingénieur, écrivain et éditeur français et angevin de vulgarisation et d'enseignement agricoles et agronomiques.
  - Stella Stevens, actrice et réalisatrice américaine.
- 1937 : Lionel Chouchan, publicitaire français.
- 1939 : George Archer, golfeur américain († 25 septembre 2005).
- 1940 : 
  - Jean-Luc Bideau, acteur suisse.
  - Nguyễn Quang Hồng, lexicographe vietnamien.
- 1942 : 
  - Jean-Pierre Jabouille, pilote de F1 et de courses automobile d'endurance français.
  - Günter Wallraff, journaliste d'investigation allemand.
- 1943 :
  - Jean-Jacques Annaud, réalisateur français.
  - Angèle Arsenault, auteure-compositrice et interprète acadienne († 25 février 2014).
  - Muneji Munemura, lutteur japonais, champion olympique.
- 1944 : 
  - Dani, actrice et chanteuse française († 18 juillet 2022).
  - Jean-Pierre Castaldi, comédien français.
- 1945 :
  - Rodney Cline « Rod » Carew, joueur de baseball américain.
  - Donny Hathaway, chanteur et compositeur américain († 13 janvier 1979).
  - Mohammad Nassiri, haltérophile iranien, champion olympique.
  - Mona Saudi, sculptrice jordanienne.
- 1946 : Ewa Kłobukowska, athlète polonaise.
- 1947 :
  - Stephen Collins, acteur et réalisateur américain.
  - Daniel Gadouas, acteur québécois.
  - Mariska Veres, chanteuse néerlandaise du groupe Shocking Blue († 2 décembre 2006).
- 1948 : Peter Blake, navigateur néo-zélandais († 6 décembre 2001).
- 1949 :
  - Francis Haget, joueur de rugby à XV français.
  - André Rieu, violoniste néerlandais.
  - Jean-Claude Skrela, joueur de rugby à XV puis entraîneur français.
- 1950 :
  - Jeane Manson (Jean Ann Manson dite), chanteuse francophone américaine.
  - Randy Quaid, acteur et producteur américain.
- 1952 : Jacques Martin, entraîneur canadien de hockey sur glace.
- 1953 : Grete Waitz, athlète de fond norvégienne († 19 avril 2011).
- 1954 : 
  - Rod Ansell, bushman australien ayant inspiré le personnage de Michael J. « Crocodile » Dundee († 3 août 1999).
  - Bruno Bini, footballeur puis entraîneur français.
- 1955 : 
  - Jeffrey James « Jeff » Reardon, joueur de baseball américain.
  - Hugh Fisher, céiste canadien, champion olympique.
- 1956 :
  - Andrus Ansip, homme politique estonien.
  - Vance Law, joueur de baseball américain.
  - Theresa May, femme politique britannique, Premier ministre du Royaume-Uni de 2016 à 2019.
  - Isabelle Morini-Bosc, journaliste française.
- 1957 : Bernard Carayon, homme politique français, député du Tarn de 1993 à 1997 et de 2002 à 2012.
- 1958 : Eamon Deacy, footballeur irlandais († 13 février 2012).
- 1959 : Youssou N'Dour (Youssou Madjiguène N'Dour), auteur-compositeur-interprète vocal, chanteur, musicien et homme politique sénégalais.
- 1961 :
  - Alain Fauré, homme politique français († 12 juillet 2018).
  - Thomas von Heesen, footballeur puis entraîneur allemand.
- 1962 : 
  - Nicolaas « Nico » Pïeter Claesen, footballeur belge.
  - Marie-Hélène Lafon, écrivaine française.
- 1963 :
  - Jean-Denis Delétraz, pilote de courses automobile suisse.
  - Mark McGwire, joueur de baseball américain.
  - Neil Stephens, cycliste sur route australien.
- 1964 : 
  - Jérôme Policand, pilote de courses automobile français.
  - Alejandro Puerto, lutteur cubain, champion olympique.
- 1965 :
  - Theodore William « Ted » King, acteur américain.
  - Mia Mottley, avocate et femme d'État barbadienne, première ministre de la Barbade depuis mai 2018.
- 1966 : 
  - Shkëlqim Troplini, lutteur albanais († 7 novembre 2020).
  - George Weah, footballeur puis homme politique libérien, Président élu du Liberia depuis 2018.
- 1967 : Scott Young, hockeyeur professionnel américain.
- 1968 : 
  - Keziah Jones (Olufemi Sanyaolu dit), chanteur nigérian.
  - Marc Villemain, romancier et éditeur français
- 1969 :
  - Zach Galifianakis, acteur, producteur et scénariste américain.
  - Nikólaos de Grèce, prince de Grèce et de Danemark.
  - Igor Ulanov (Игорь Сергеевич Уланов), joueur de hockey sur glace russe.
- 1970 :
  - Moses Kiptanui, athlète de steeple kényan.
  - Alexei Zhamnov (Алексей Юрьевич Жамнов), hockeyeur sur glace puis directeur sportif soviétique puis russe.
- 1971 :
  - Guylaine Cloutier, nageuse québécoise.
  - Melinda Gainsford-Taylor, athlète de sprint australienne.
- 1975 : Zoltan Sebescen, footballeur allemand.
- 1976 :
  - Jakob Börjesson, biathlète suédois.
  - Mourad Boughedir, basketteur franco-algérien.
  - Denis Gauthier, joueur de hockey sur glace québécois.
  - Wessel Roux, joueur de rugby à XV sud-africain.
- 1977 : 
  - Matthew Wilson, cycliste sur route australien.
  - Dwight Phillips, athlète américain, champion olympique du saut en longueur.
- 1979 :
  - Laurent Cazalon, basketteur français.
  - Rudi Johnson, joueur américain de foot américain.
  - Gilberto Martinez, footballeur costaricien.
- 1980 : 
  - Mourtala Diakité, footballeur malien.
  - Beau Hoopman, rameur d'aviron américain, champion olympique.
- 1981 :
  - Rupert Friend, acteur britannique.
  - Mirsad Mijadinoski (Мирсад Мијадиноски), footballeur macédonien.
  - Michael Joseph « Mike » Wilkinson, basketteur américain.
- 1982 :
  - Gaëtan Müller, basketteur français.
  - Matthew Stevens, joueur de rugby sud-africain puis anglais.
- 1983 : Jason Roy Léveillée, acteur canadien.
- 1984 : Bartholomew Ogbeche, footballeur nigérian.
- 1985 : José Herrada, cycliste sur route espagnol.
- 1986 :
  - Typhaine D, actrice, metteuse en scène et dramaturge française.
  - Roxane Mesquida, actrice française.
  - Trent Plaisted, basketteur américain.
  - Kalyna Roberge, patineuse de vitesse québécoise sur courte piste.
- 1987 :
  - Matthew Daddario, acteur américain.
  - Wout Poels, cycliste sur route néerlandais.
- 1988 : Cariba Heine, actrice australienne.
- 1989 : Brie Larson, actrice, chanteuse et réalisatrice américaine.
- 1990 :
  - Anthony Lopes, footballeur portugais.
  - Charles Joseph « Charlie » McDonnell, blogueur vidéo britannique.
  - Pedro Mendes, footballeur portugais.
  - Dexter Strickland, basketteur américain.
- 1991 : « Juan del Álamo » (Jonathan Sánchez Peix dit), matador espagnol.
- 1993 : Sam Clemmett, acteur britannique.

## Décès

### Xesiècle
- 959 : Eadwig, roi d'Angleterre de 955 à 959 (° vers 941).

### XIesiècle
- 1040 : Alain III, duc de Bretagne de 1008 à 1040 (° 997).

### XIIesiècle
- 1189 : Gérard de Ridefort, seigneur flamand, grand-maître de l'ordre du Temple de 1184 à 1189 (° v. 1141).

### XVesiècle
- 1404 : Boniface IX (Piero Tomacelli dit), 203e pape de l'Église catholique romaine, en fonction de 1389 à 1404 (° vers 1356).

### XVIesiècle
- 1522 : Matthieu Schiner, cardinal et homme politique suisse (° 1465).

### XVIIesiècle
- 1680 : Pierre-Paul Riquet, entrepreneur français qui a conçu et réalisé le canal du Midi dans le Sud de la France entre la Garonne et la mer Méditerranée (° 29 juin 1609).
- 1684 : Pierre Corneille, dramaturge français (° 6 juin 1606).

### XVIIIesiècle
- 1719 : Margaret Hughes (en), comédienne anglaise, première femme connue ayant pu se produire sur scène dans le "monde occidental de l'ère moderne" (°C.1645).

### XIXesiècle
- 1810 : Jean-François Graindorge, militaire français (° 1er juillet 1770).
- 1814 : Guillaume-Antoine Olivier, naturaliste et entomologiste français (° 19 janvier 1756).
- 1866 : Maria Susanna Cummins, écrivaine américaine (° 9 avril 1827).
- 1870 : Luigi Cibrario, historien italien (° 23 février 1802).
- 1874 : Ludvig Bødtcher, poète lyrique danois (° 22 avril 1793).
- 1882 : Jules Noriac, journaliste, dramaturge, écrivain, librettiste et directeur de théâtre français (° 24 avril 1827).
- 1886 : 
  - Anatole-Cyprien Coffard, négociant et homme politique français (° 4 octobre 1819).
  - William Hepworth Thompson, universitaire britannique (° 27 mars 1810).

### XXesiècle
- 1929 : Antoine Bourdelle, sculpteur français (° 30 octobre 1861).
- 1943 : Paul Manauthon, résistant français (° 22 septembre 1913).
- 1944 : Abdelaziz Thâalbi (عبد العزيز الثعالبي), homme politique tunisien, fondateur du Destour (° 5 septembre 1876).
- 1948 : Phraya Manopakorn Nititada (พระยามโนปกรณ์นิติธาดา), homme politique thaïlandais, 1er premier ministre de Thaïlande, de 1932 à 1933 (° 15 juin 1884).
- 1957 : Jacques Fesch : condamné à mort français, en instance de béatification (° 6 avril 1930).
- 1959 : Enrico De Nicola, homme politique, juriste et journaliste italien, premier président de la République italienne de 1946 à 1948 (° 9 novembre 1877).
- 1972 : Louis Leakey, préhistorien britannique (° 7 août 1903).
- 1974 : Jean Collet, peintre français (° 26 janvier 1886).
- 1975 :
  - Alan « Al » Jackson Jr., musicien américain du groupe Booker T. and the M.G.'s (° 27 octobre 1935).
  - Lysiane Rey (Jacqueline Andrée Albertine Louise Leharanger dite), actrice française (° 13 novembre 1922).
- 1979 : Lise Lasalle, actrice québécoise (° 16 septembre 1939).
- 1984 : Walter Alston, gérant de baseball américain (° 1er décembre 1911).
- 1985 : Elwyn Brooks « E. B. » White, écrivain américain (° 11 juillet 1899).
- 1988 : Lucien Ballard, directeur de la photographie américain (° 6 mai 1908).
- 1989 : Witold Rowicki, musicien et chef d'orchestre polonais (° 26 février 1914).
- 1990 : Curtis LeMay, général américain (° 15 novembre 1906).
- 1993 : Janine Darcey (Janine Renée Casaubon dite), actrice française (° 14 janvier 1917).
- 1997 : Gul Mohammed, artiste de cirque indien (° 15 février 1957).
- 1998 : 
  - Patrice Alexsandre, comédien et metteur en scène français (° 4 janvier 1948).
  - Pauline Julien, chanteuse et actrice québécoise (° 23 mai 1928).

### XXIesiècle
- 2001 : Guy Beaulne, metteur en scène et réalisateur canadien (° 23 décembre 1921).
- 2003 : Fernand Devlaminck, footballeur français (° 22 octobre 1932).
- 2004 : Richard Avedon, photographe et portraitiste américain (° 15 mai 1923).
- 2006 : André Viger, marathonien en fauteuil roulant québécois (° 27 septembre 1952).
- 2010 : Audouin Dollfus, physicien, astronome et aéronaute français (° 12 novembre 1924).
- 2011 :
  - François Abou Salem, comédien, auteur et metteur en scène français (° 16 novembre 1951).
  - David Bedford, compositeur et musicien britannique (° 4 août 1937).
  - Sven Tumba, hockeyeur sur glace suédois (° 27 août 1931).
- 2012 :
  - Robert Capia, acteur et antiquaire français (° 27 octobre 1934).
  - Eric Hobsbawm, historien anglo-égyptien (° 9 juin 1917).
- 2013 :
  - Thomas Leo « Tom » Clancy Jr., romancier américain (° 12 avril 1947).
  - Bert Evans, survivant du massacre de Wormhout (° 21 février 1921).
  - Giuliano Gemma, acteur et culturiste italien (° 2 septembre 1938).
- 2014 : 
  - Duduh Durahman, acteur, écrivain et journaliste indonésien (° 26 mai 1939).
  - Manuel Hernández, peintre colombien (° 19 décembre 1928).
  - Shlomo Lahat, militaire et homme politique allemand (° 9 novembre 1927).
  - Ronald McKinnon, économiste canadien (° 10 juillet 1935).
  - Lynsey de Paul, chanteuse, compositrice et actrice britannique (° 11 juin 1948).
  - Charlie Paulk, basketteur américain (° 14 juin 1946).
- 2015 :
  - Božo Bakota, footballeur yougoslave puis croate (° 5 octobre 1950).
  - Hadi Norouzi, footballeur iranien (° 19 juillet 1985).
  - Jean-Jacques Tillmann, journaliste sportif suisse (° 1935).
- 2016 :
  - Edda Heiðrún Backman, actrice, chanteuse et peintre islandaise (° 27 novembre 1957).
  - Brian Bell, ornithologue néo-zélandais (° 1930).
  - Paul Frantz, entraîneur de football français (° 10 mars 1927).
  - Gilbert Gruss, karatéka français (° 10 février 1943).
  - David Herd, footballeur écossais (° 15 avril 1934).
  - Erol Keskin, footballeur turc (° 23 avril 1927).
  - Lowell Thomas, Jr., producteur et homme politique américain, lieutenant-gouverneur de l'Alaska de 1974 à 1978 (° 6 octobre 1923).
- 2017 : 
  - Olivier Baudry, footballeur français (° 12 juin 1973).
  - Pierluigi Cappello, poète italien (° 8 août 1967).
  - Robert D. Hales, prêtre américain (° 24 août 1932).
  - Arthur Janov, psychologue américain (° 21 août 1924).
  - Edmond Maire, syndicaliste français, secrétaire général de la Confédération française démocratique du travail (CFDT) de 1971 à 1988 (° 24 janvier 1931).
  - István Mészáros, philosophe marxiste hongrois (° 19 décembre 1930).
  - Philippe Rahmy, poète et écrivain suisse (° 5 juin 1965).
  - Larissa Volpert, joueuse d'échecs soviétique puis estonienne (° 30 mars 1926).
- 2018 : 
  - Charles Aznavour, auteur-compositeur-interprète et acteur français d'origine arménienne (° 22 mai 1924).
  - Caroline Charrière, compositrice suisse (° 26 décembre 1960).
  - Stelvio Cipriani, compositeur italien (° 20 août 1937).
  - Ben Daglish, compositeur et musicien britannique (° 31 juillet 1966).
  - Carlos Ezquerra, auteur de bandes dessinées espagnol (° 12 novembre 1947).
  - Marianne Mako, journaliste sportive française (° 15 mai 1963).
- 2019 : Miguel León-Portilla, anthropologue et historien mexicain (° 22 février 1926).
- 2021 : Earle Wells, skipper néo-zélandais (° 27 octobre 1933).
- 2022 : 
  - Antonio Inoki, catcheur japonais (° 20 février 1943).
  - Rosetta Loy, romancière italienne (° 15 mai 1931).
- 2023 : 
  - Julian Bahula, batteur, compositeur et chef d'orchestre sud-africain (° 13 mars 1938).
  - Russ Francis, joueur de football américain, catcheur et animateur de radio américain (° 3 avril 1953).
  - Patricia Janečková, chanteuse d'opéra slovaque (° 18 juin 1998).
  - Kim Yong-il, diplomate nord-coréen (° 17 mars 1947).
  - Doug Larsen, militaire, homme d'affaires et politicien américain (° 1976).
  - Frank McDougall, footballeur écossais (° 21 février 1958).
  - Robert Misrahi, philosophe français (° 3 janvier 1926).
- 2024 : 
  - Michael Ancram, homme politique écossais (° 7 juillet 1945).
  - Jean-Claude Bourbault, comédien français (° février 1945).
  - Denílson, footballeur international brésilien (° 28 mars 1943).
  - Zenón Franco Ocampos, joueur d'échecs paraguayen (° 12 mai 1956).

## Célébrations
- Nations unies : journée internationale pour les personnes âgées proclamée par l'Assemblée générale des Nations unies dans sa résolution du 14 décembre 1990[19].
- Unesco : journée internationale de la musique[20] créée en 1975 par Lord Yehudi Menuhin.
- Journée mondiale du végétarisme.
- I.C.C.O. : journée mondiale du cacao et du chocolat[21].
- Journée internationale du café[22].
- Ukraine : Journée des défenseurs et défenseuses de l'Ukraine.
- Cameroun : journée de la réunification[23].
- Chine : fête nationale du régime communiste en place depuis 1949.
- Chypre : fête nationale du jour de l'indépendance chypriote vis-à-vis de l'ex-empire ottoman.
- Corée du Sud : journée des forces armées[24].
- Japon : Koromogae / journée de « changement de garde-robe » saisonnier.
- Nigeria : jour de l'Indépendance.
- Tuvalu : fête nationale.
- Christianisme : fête orthodoxe de la protection de la Mère de Dieu et toujours vierge Marie.

### Saints des Églises chrétiennes

#### Catholiques et orthodoxes
Saints du jour, :
- Arétas († 852), et ses cinq cent quatre compagnons, martyrs à Rome.
- Bavon de Gand († 654), moine puis ermite. Il est le patron de Gand[27].
- Domane († 658), épouse de saint Germer de Fly puis recluse à Gasny.
- Domnin († 303), martyr à Thessalonique.
- Méloir († 798), martyr à Lanmeur.
- Michel († 788) et trente-six compagnons moines et martyrs à Sivas.
- Montaine († VIIe siècle), abbesse du monastère de Ferrières.
- Nicetius de Trèves († 569), évêque de Trèves.
- Piat de Seclin († 287), martyr à Tournai.
- Remi († 533), archevêque de Reims, apôtre des Francs.
- Suliac († 640), abbé de Meifod au pays de Galles, aurait évangélisé Saint-Malo, mort à Saint-Suliac en Bretagne. Cf. aussi Sulio, en breton de l'ouest et du sud.
- Thomas Grassi († 783), archevêque de Milan.
- Urielle de Trémeur, († VIIe siècle) - ou « Eurielle » -, vierge, princesse et sœur du saint roi Judicaël.
- Vérissime († 303) et ses sœurs Maxime et Julie, martyrs à Lisbonne.
- Viril de Leyre (es) († 950), abbé au monastère saint Sauveur de Leyre.
- Wasnon de Condé († 700), évangélisateur du Hainaut. Il est le patron de Condé-sur-l'Escaut.
- Wulgis († 533), prêtre et ermite à Troësnes.

#### Saints et bienheureux catholiques
Saints et béatifiés du jour :
- Cecilia Eusepi († 1928), vierge du tiers-ordre des servites de Marie.
- Diego Botello († 1516), et son compagnon Fernand de Salcedo, martyrs franciscains à Haïti.
- Juan de Palafox y Mendoza († 1659), évêque de Puebla puis archevêque de Mexico.
- Louis-Marie Monti († 1900), fondateur des fils de l’Immaculée Conception.
- Thérèse de Lisieux († 1897), carmélite à Lisieux, docteur de l'Église.

#### Saints orthodoxes
Saints du jour, aux dates parfois "juliennes" / orientales :
- Jean Coucouzèle (XVe siècle), chantre au mont Athos.
- Romain le Mélode / Romanos (VIe siècle), hymnographe.

### Prénoms du jour
Bonne fête aux Thérèse et ses variantes : Teresa, Térésa, Terri, Terrie, Theresa, Thérésa, Tara, Maïte, Maïté, Maria y Teresa (autre(s) date(s) possible), Marie-Thérèse, Maritie, Mathé (voir aussi 15 octobre).
Et aussi aux :
- Arielle, son masculin Ariel et leurs variantes : Uriel, Uriell et Urielle (voir les avant-veille 29 septembre et lendemain 2 octobre pour d'autres anges voire archanges).
- Bavon et ses dérivés : Allowin, etc.
- Rémi et ses variantes : Remi, Rémy et Remy (voir 15 janvier).
- Romain, Romanos.

## Traditions et superstitions
- 2020 : fête de la Lune ou mi-automne dans plusieurs pays d'Asie.

### Dictons du jour
- « À la saint-Rémi, de semer on doit avoir fini. »[28]
- « À la saint-Rémi, la grande chaleur est finie. »[28]
- « À saint-Rémi, le cul assis. »[28]
- « À la saint-Rémi, les perdreaux sont pris. »[29]
- « À la saint-Rémy, perdreau vaut perdrix. »[30]

- « Octobre en bruine, hiver en ruine. »[31]
- « Si octobre s'emplit de vents, du froid tu pâtiras longtemps. »

### Astrologie
- Signe du zodiaque : neuvième jour du signe astrologique de la Balance.

## Toponymie
- Plusieurs voies, places, sites ou édifices, de pays ou provinces francophones contiennent la date du jour dans leur nom sous diverses graphies possibles : voir Premier-Octobre .